# 雷克薩斯HS

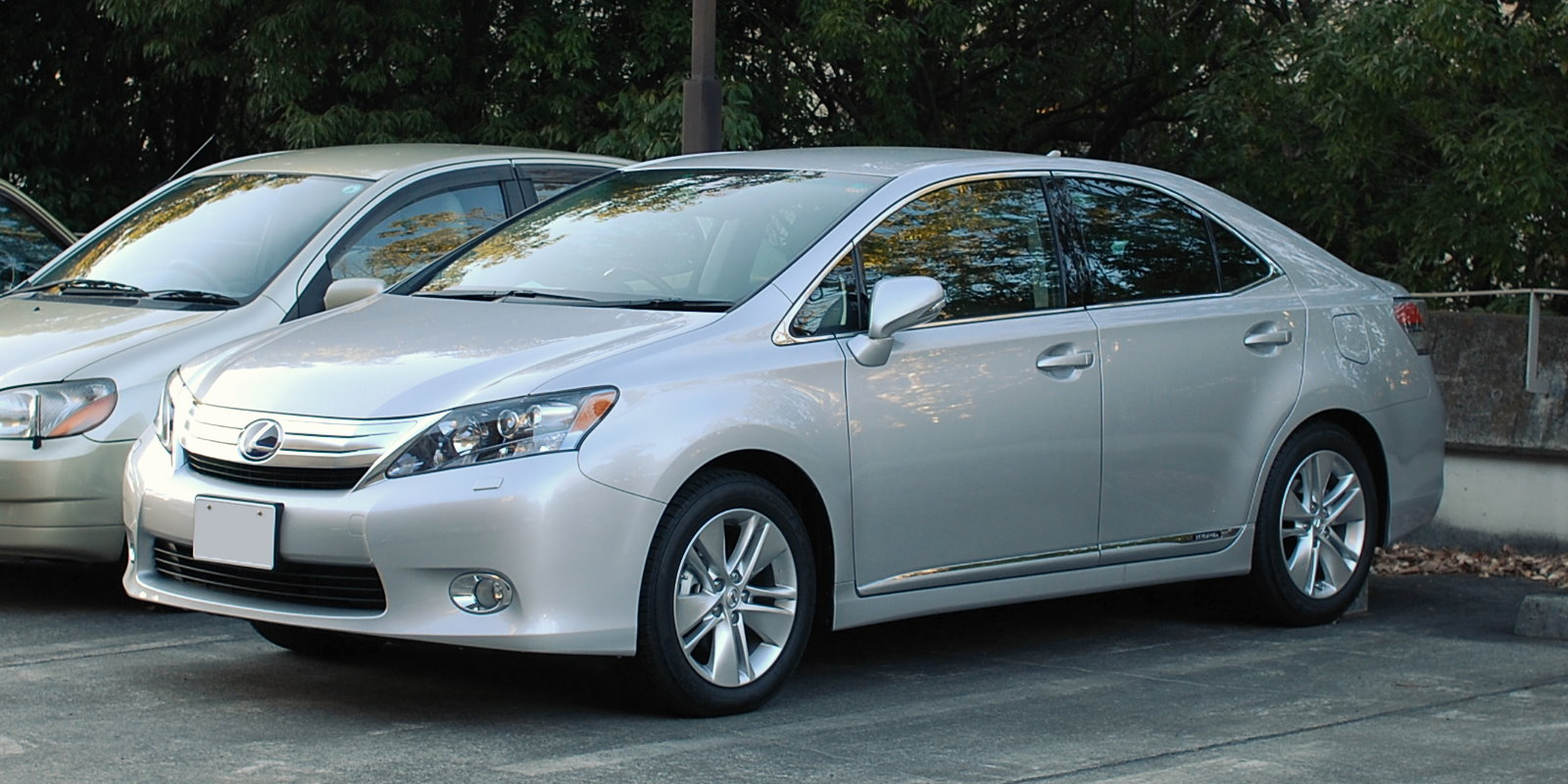
第1代凌志HS車頭

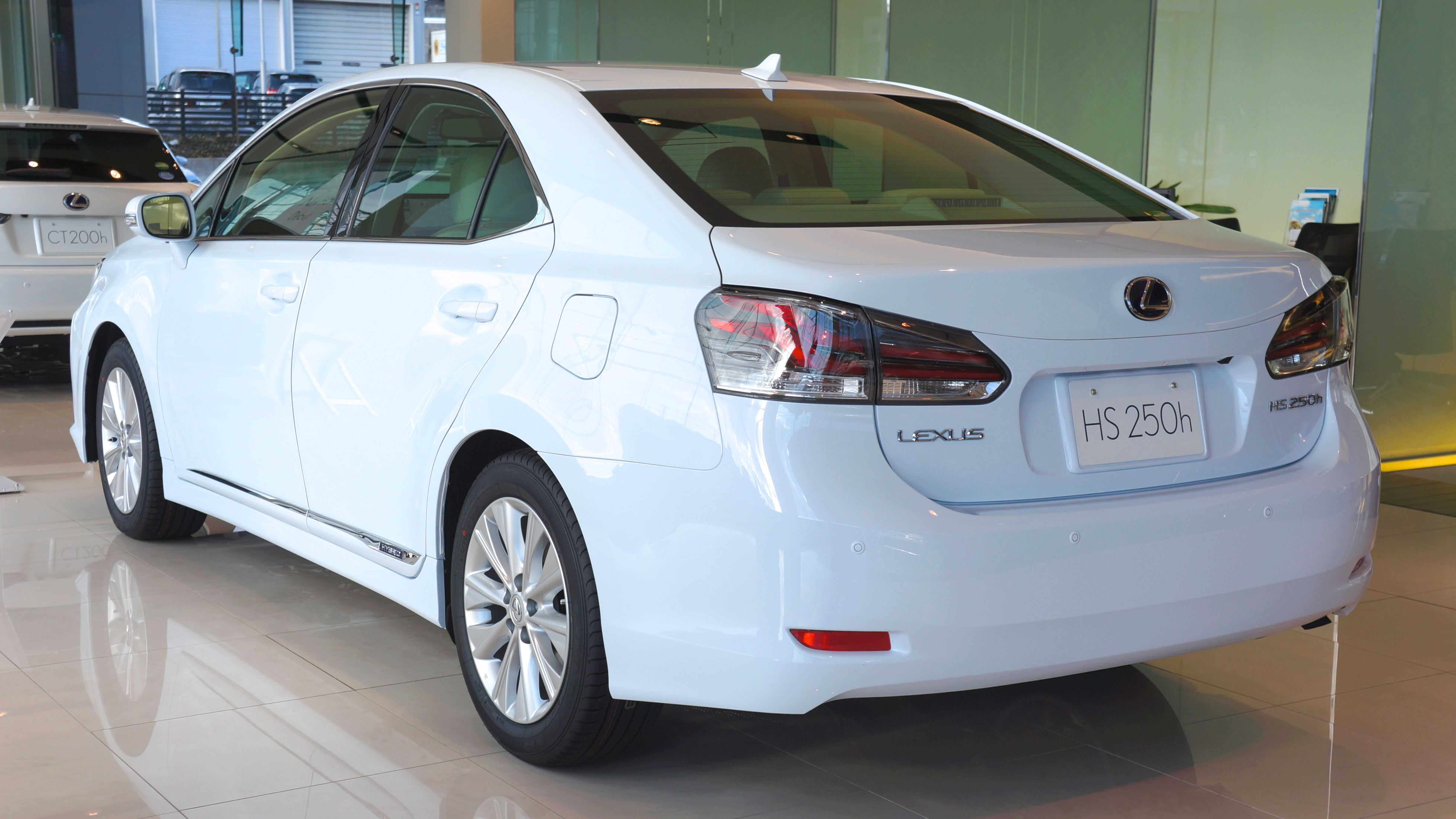
第1代凌志HS車尾

Lexus HS是日本凌志一款入門級油電混能的中型豪華房車。從2009年1月的底特律车展正式发布，初時於日本以及北美開賣，直到2013年，凌志北美地區停售HS，使HS成為唯一只限日本內銷的凌志車型。 

## 外部連結
- 日本官方網站 （页面存档备份，存于）